# Championnat de Bohême-Moravie de football 1941-1942
Navigation
Saison précédente Saison suivante
La saison 1941-1942 du Championnat de Bohême-Moravie de football est la 3e édition du championnat de première division en Bohême-Moravie. Les douze meilleurs clubs du pays se retrouvent au sein d'une poule unique où les formations s'affrontent deux fois, à domicile et à l'extérieur. À l'issue du championnat, les deux derniers du classement sont relégués et remplacés par les deux meilleures formations de deuxième division.
C'est le club du SK Slavia Prague, double tenant du titre, qui termine en tête du classement du championnat, avec neuf points d'avance sur le SK Prostejov et treize sur le SK Plzen. C'est le 3e titre de champion de Bohême-Moravie de l'histoire du club.

## Les clubs participants
| - SK Kladno - AFK Bohemians Prague - FC Viktoria Plzen - SK Zidenice - SK Plzen - SK Pardubice | - SK Olomouc ASO - Promu de II. Liga - SK Prostejov - SK Slavia Prague - AC Sparta Prague - SK Baťa Zlín - Polaban Nymburk - Promu de II. Liga |

## Compétition

### Classement
Le barème utilisé pour établir le classement est le suivant :
- Victoire : 2 points
- Match nul : 1 point
- Défaite : 0 point

| Rang | Équipe               | Pts | J  | G  | N | P  | Bp  | Bc | Diff |
| ---- | -------------------- | --- | -- | -- | - | -- | --- | -- | ---- |
| 1    | SK Slavia Prague T   | 37  | 22 | 18 | 1 | 3  | 100 | 41 | +59  |
| 2    | SK Prostějov         | 28  | 22 | 11 | 6 | 5  | 57  | 45 | +12  |
| 3    | SK Plzen             | 24  | 22 | 10 | 4 | 8  | 73  | 59 | +14  |
| 4    | SK Pardubice         | 23  | 22 | 10 | 3 | 9  | 44  | 40 | +4   |
| 5    | AFK Bohemians Prague | 22  | 22 | 9  | 4 | 9  | 74  | 69 | +5   |
| 6    | SK Baťa Zlín         | 22  | 22 | 9  | 4 | 9  | 60  | 59 | +1   |
| 7    | AC Sparta Prague     | 20  | 22 | 9  | 2 | 11 | 42  | 50 | -8   |
| 8    | SK Zidenice          | 19  | 22 | 8  | 3 | 11 | 63  | 70 | -7   |
| 9    | SK Kladno            | 19  | 22 | 8  | 3 | 11 | 52  | 62 | -10  |
| 10   | SK Olomouc ASO P     | 19  | 22 | 8  | 3 | 11 | 52  | 63 | -11  |
| 11   | FC Viktoria Plzen    | 18  | 22 | 7  | 4 | 11 | 43  | 56 | -13  |
| 12   | Polaban Nymburk P    | 13  | 22 | 3  | 7 | 12 | 36  | 82 | -46  |

|  | Champion de Bohême-Moravie 1941-1942             |
|  | Relégation en deuxième division                  |
|  | T Tenant du titre P : Promu de deuxième division |

## Bilan de la saison
| Championnat de Bohême-Moravie de football 1941-1942 |                             |
| Champion                                            | SK Slavia Prague (3e titre) |
| Coupes et trophées                                  |                             |
| Vainqueur de la Coupe de Bohême-Moravie 1941-1942   | Non disputée                |
| Promotions et relégations                           |                             |
| Promus en I. Liga                                   | SK Rakovník                 |
| Promus en I. Liga                                   | SK Nusle                    |
| Relégués en II. Liga                                | FC Viktoria Plzen           |
| Relégués en II. Liga                                | Polaban Nymburk             |